# Ray Ventura
Pour les articles homonymes, voir Ray et Ventura.
Raymond Ventura, dit Ray Ventura, né le 16 avril 1908 à Paris (France) et mort le 30 mars 1979 à Palma de Majorque (Espagne), est un compositeur français, également arrangeur musical, chef d'orchestre, éditeur de musique et producteur de cinéma, célèbre pour son orchestre à sketches et ses spectacles avec ses « Collégiens ».
Au cours des années 1930, il joue un rôle non négligeable pour la promotion du jazz en France.
Il est l’oncle du chanteur et guitariste Sacha Distel.

## Biographie

### Orchestre de jazz
Raymond Ventura naît le 16 avril 1908 au 8 bis rue de Châteaudun dans le 9e arrondissement, fils d'Abraham Albert Ventura, joaillier en appartement d'origine turque, et de Sarah Alice Landauer, tous deux d'ascendance juive. Il est élève au sein des classes élémentaires du lycée Molière (Paris). Encore lycéen, Raymond Ventura commence par monter un orchestre de jazz avec des camarades du lycée Janson-de-Sailly. Un certain Albert Cuisin, ayant des salles de réception à quelques mètres du lycée, rue de la Pompe, prête ses locaux pour que la jeune formation puisse s'exercer. Ray Ventura joue pour la première fois en public lors des réceptions mondaines organisées par Albert Cuisin.
Sa sœur Andrée Ventura (1902-1965), pianiste et ancienne lauréate du Conservatoire, est la mère de son neveu Sacha Distel.
Influencé par les orchestres de Paul Whiteman aux États-Unis, des Comedian Harmonists en Allemagne et de Jack Hylton en Grande-Bretagne, Raymond Ventura fonde un des premiers orchestres à sketches de France, « Ray Ventura et ses Collégiens » avec quelques-uns de ses amis. Il réunit ainsi dans sa formation des musiciens de talent qui marqueront la chanson française : Paul Misraki (pianiste, compositeur, arrangeur), Loulou Gasté (guitariste, banjo, compositeur), Grégoire Aslan, chanteur et percussionniste (de son vrai nom Krikor Kaloust Aslanian, également dit Coco Aslan), ainsi que Philippe Brun, Alix Combelle et Guy Paquinet.

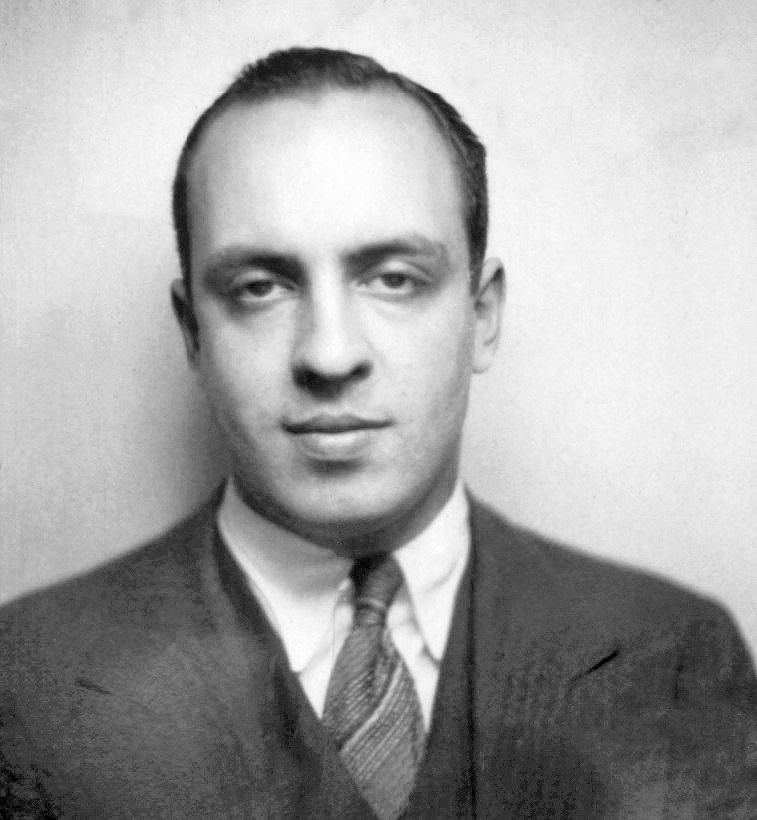
Ray Ventura en 1931, année où il s'inscrit à la Sacem.

En 1929, le groupe se produit quelque temps au casino de Deauville, où il est remarqué par un des administrateurs de la Compagnie générale transatlantique qui propose aux jeunes gens de leur offrir une croisière aller-retour jusqu'à New York, pour prix de leur participation à l'animation du bord.

### Chansons à sketches avec ses Collégiens

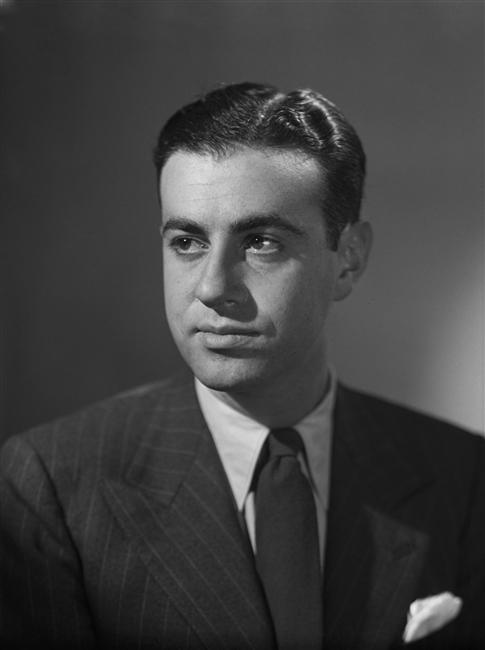
Paul Misraki en 1937.

Ray Ventura, Paul Misraki et Loulou Gasté sont alors tous trois âgés de 21 ans, et ces grands jeunes gens sympathiques et dynamiques, qui jouent leur musique avec un entrain et une bonne humeur des plus communicatifs, semblent à peine sortis de l'adolescence et portent bien leur nom, qui ne les quittera plus, de Collégiens. Ils enregistrent leur premier disque cette année 1929, et enchaînent ensuite les concerts salle Gaveau en 1931, puis à partir de 1932 l'Empire, Bobino, l'Olympia, le Casino de Paris, et bientôt des tournées à travers toute la France, en attendant que Ray Ventura ouvre son propre cabaret sur les Champs-Élysées en 1936, alors que sa chanson écrite par Misraki Tout va très bien Madame la marquise, est sur toutes les lèvres.
Raymond Legrand (orchestrations) rejoint la formation en 1934, ainsi qu'André Cauzard (trombone et arrangements) puis Guy Dejardin (orchestrations à partir de 1939). André Hornez, parolier, joue également un rôle éminent dans la formation de Ray Ventura, car la plupart des grands succès des Collégiens de Ray Ventura sont écrits par Paul Misraki (pour la musique) et André Hornez (pour les paroles).
C'est sous l'influence de l'orchestre de Ray Ventura - dont les musiciens sont également comédiens et chanteurs - que les orchestres à sketches se multiplient : Fred Adison et Jo Bouillon avant la Seconde Guerre mondiale, Raymond Legrand sous l'Occupation, Jacques Hélian à la Libération, ou encore Bernard Hilda (la plupart de ces chefs avaient d'ailleurs eu l'occasion de travailler avec Ray Ventura avant de se lancer dans cette aventure).
Les étiquettes des disques Pathé sont intitulées « Ray Ventura et ses Collégiens ».

### Tournée en Amérique du Sud
À la déclaration de guerre, en septembre 1939, il est incorporé au train des équipages, dans l'Est de la France.
Après la défaite en juin 1940, il se réfugie en zone non occupée.
En 1941, avec son orchestre, il fait plusieurs tournées en Suisse où il enregistre quelques disques. D'ascendance juive séfarade, il craint d'être persécuté. Avec une partie des membres de son orchestre, il quitte la France en novembre 1941 avec entre autres Henri Salvador, Grégoire Aslan, Paul Misraki, Louis Vola, et part en tournée en Amérique du Sud notamment au Brésil et en Argentine où il enregistrera des disques.

### Nouvelle formation et films

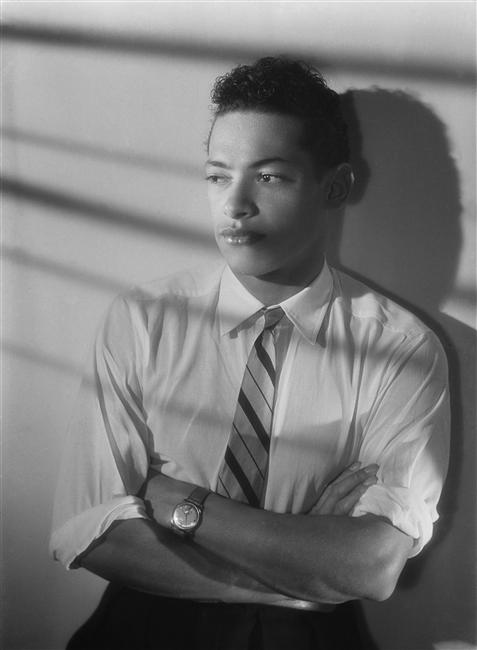
Henri Salvador en 1946.

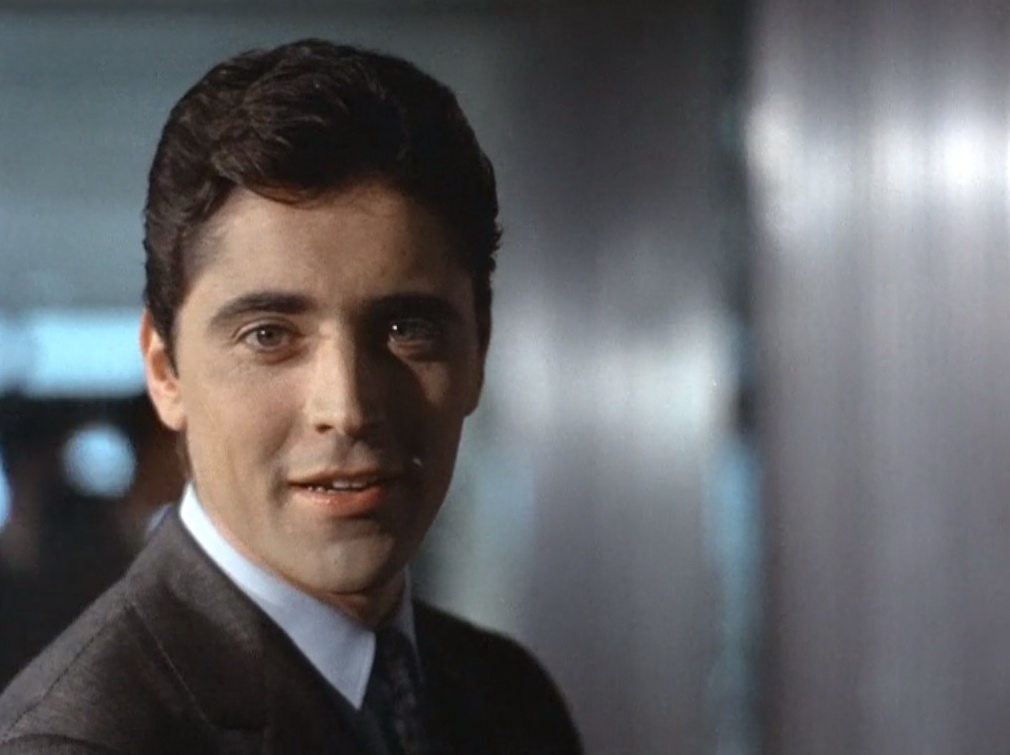
Sacha Distel dans le film Viale della canzone (1965).

Leur retour en France à la Libération sera triomphal. 
Ray Ventura crée alors une nouvelle formation (1945-1949) qui remporte de nouveaux succès (Maria de Bahia, 1947 ; À la mi-août, 1949, deux chansons de Paul Misraki), où débutent alors son neveu Sacha Distel ainsi que le jeune guitariste-chanteur Henri Salvador.
Ils jouent dans plusieurs films (Nous irons à Paris ; Nous irons à Monte-Carlo), produits par Ray lui- même au travers de la société Hoche Productions montée en 1947 avec  Bruno Coquatrix; ces films contribueront largement à étoffer leur popularité et à diffuser leurs chansons sur la TSF dans toutes les régions de France. 
En 1953, il épouse Jacqueline Lemoine de qui il a deux filles, Carole et Anne.
En 1959, il effectue la promotion du grand orchestre de Caravelli, alors à ses débuts.
Les années 50 sont caractérisées par son activité de producteur de films, en particulier de Et Dieu... créa la femme en compagnie de Raoul Lévy et de beaucoup d'autres au travers de Hoche Productions.
Au cours des années 1960, la mode des orchestres à sketches passe progressivement, et, face à l'importance prise par le disque et la radio, cette formation avec un grand nombre de chanteurs et musiciens devient une formule trop coûteuse pour rester viable. Ray Ventura quitte la scène pour se consacrer aussi à l'édition musicale. 
Il contribuera ainsi à lancer Georges Brassens, alors que la plupart de ses « Collégiens » tentent l'aventure d'une carrière soliste.

### Vedettes issues de l'orchestre
Tous les Collégiens ne réussissent pas, mais certains comme Henri Salvador, Henri Génès, Jacques Hélian (dès la Libération), Philippe Lemaire, André Ekyan ou Sacha Distel tirent leur épingle du jeu. Dix ans plus tard, d'autres groupes, comme celui issu de l'Olympia, avec ses jazzmen, forment le Big Band de l'Olympia qui sera engagé par Quincy Jones pour accompagner Frank Sinatra. Avec de plus jeunes musiciens, d'autres groupes se forment en France et entreprennent des tournées internationales. L'orchestre belge d'Eddy de Latte reste plusieurs saisons au Palais d'hiver de Lyon, et Aimé Barelli fait les beaux jours du Sporting de Monaco.
Retiré à Palma de Majorque, Raymond Ventura s'y éteint en 1979, au moment où, avec la mode rétro des années 1970, Le grand orchestre du Splendid redonne en 1977 une seconde jeunesse au style et aux grands succès d'avant-guerre de Ray Ventura, et réenregistre certains titres (Qu'est-ce qu'on attend pour être heureux ?).
Son neveu Sacha Distel enregistre vers 1993 un nouveau disque reprenant les principaux succès de son oncle, avec la participation d'Henri Salvador, Paul Misraki, Stéphane Grapelli et de nombreuses vedettes.

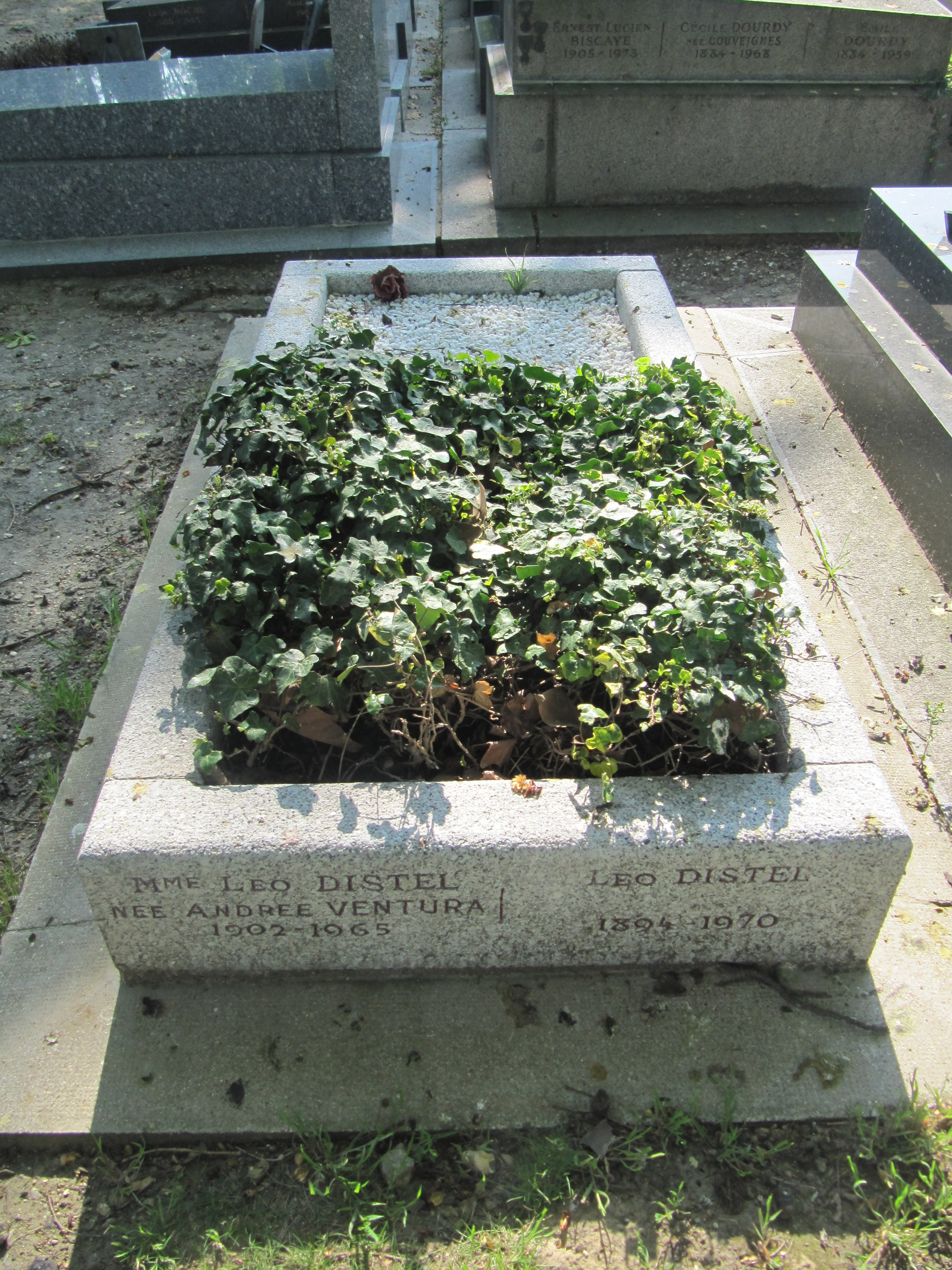
Sépulture de Ray Ventura.

Ray Ventura est inhumé à Paris au cimetière des Batignolles (32e division).
Il est évoqué dans le 80e des 480 souvenirs cités par Georges Perec dans Je me souviens.
Il est également cité en 1984 dans la chanson Je chante à la radio de la chanteuse animatrice Dorothée, sur son album Qu'il est bête ! En 1985, cette dernière reprend d'ailleurs avec ses collègues et amis présentateurs de l'émission Récré A2, Ariane Carletti, Jean-Jacques Chardeau, Alain Chaufour et Jacky Jackubowicz, Les Récréamis, la chanson Tout va très bien, Madame la marquise, dans le cadre de la rubrique Discopuce de l'émission Récré A2. Cette reprise paraît sur l'album Le jardin des chansons, Album 5 de Dorothée.

### Vie privée
De 1953 à 1971, il fut l'époux de Jacqueline Lemoine qu'il rencontra sur le tournage de Femmes de Paris. Ils eurent deux filles : Carole et Anne Ventura (épouse de Xavier Gélin). Anne s'essaya à la chanson et sortit quelques 45 tours dans les années 1970.

## Œuvres musicales
Principales chansons à succès de Ray Ventura et ses Collégiens :
- Tout va très bien, madame la marquise (1935, paroles de Paul Misraki, Bach et Henri Laverne)
- Ça vaut mieux que d'attraper la scarlatine (1936, paroles d'André Hornez)
- Qu'est-ce qu'on attend pour être heureux ? (1937, paroles d'André Hornez)
- Sifflez en travaillant (1938)
- On ira pendre notre linge sur la ligne Siegfried (1940, traduction de Paul Misraki)
- Les chemises de l'archiduchesse (1937)
- Comme tout le monde (1939)
- La Grève de l'orchestre (1936)
- Toc Toc, partout (chanté aussi par Fred Adison)
- Sur deux notes (1938)
- Venez-donc chez moi (1935 ?)
- Après la pluie, le beau temps (chanté aussi par Jacques Hélian) (1941 ?)
- C'est toujours ça de pris  (1936)
- La crise est finie (1934)
- Maria de Bahia (1946)
- À la mi-août (1949)
- Jazz volant
- Paris boogie
- Amusez-vous (1934)
- Carotte bouillie
- Le Nez de Cléopâtre (1938)
- Elle est laide (1946)
- C'est ce qui fait son charme (1935)
- Fantastique (1931)
- Tiens, tiens, tiens (1939)
- C'est une petite devinette (1936)
- Shabada Swing
- Vive les bananes (1936)
- Sous le kiosque à musique (1937)
- La Mi Ré Sol
- Sans vous (1947, avec Lucien Jeunesse)
- La musique vient par ici (1936)
- Le chef d'orchestre n'aime pas la musique (1939)
- Tout, mais pas ça
- Ba ba re bop (1946, avec Henri Salvador)
- Vous permettez que j'déballe mes outils ? (1937)
- J'peux point vous l'dire (1935)
- Le général dort debout (1935)
- C'est idiot mais c'est marrant (1933)
- Et puis d'abord, qu'est-ce que ça peut vous faire ? (1936)
- Tching-kong (1937)
- Le Refrain des chevaux de bois (1936)
- Sur le Yang-Tsé-Kiang (1934)
- Le Lambeth Walk (1938)

Les musiques de presque toutes les chansons sont de Paul Misraki ou Michel Emer.

## Filmographie partielle
- 1936 : Tout va très bien Madame la Marquise de Henry Wulschleger
- 1938 : Belle Étoile de Jacques de Baroncelli (compositeur)
- 1939 : Feux de joie de Jacques Houssin
- 1939 : Tourbillon de Paris d’Henri Diamant-Berger
- 1948 : Mademoiselle s'amuse de Jean Boyer
- 1949 : Le Roi Pandore de André Berthomieu (producteur du film et éditeur de la chanson La Tactique du gendarme)
- 1950 : Nous irons à Paris de Jean Boyer (scénariste et producteur)
- 1952 : Nous irons à Monte-Carlo de Jean Boyer
- 1952 : La Jeune Folle d’Yves Allégret (producteur)
- 1953 : Femmes de Paris de Jean Boyer
- 1962 : Pourquoi Paris ? de Denys de la Patellière
- 1962 : Nous irons à Deauville de Francis Rigaud (producteur)
- 1963 : D'où viens-tu Johnny ? de Noël Howard (producteur)

### Sources
- C. Brunschwig, L.-J. Calvet, J.-C. Klein, Cent ans de chanson française, Paris, Editions du Seuil, 1981.
- Pierre Saka et Yann Plougastel, La Chanson française et francophone, Paris, Larousse, 1999.
- (en) Michel Laplace, article « Ray Ventura », The New Grove Dictionary of Jazz.
- Diverses notices de disques enregistrés par l'orchestre Ray Ventura.

### Artistes ayant eu un lien avec Ray Ventura
- Paul Misraki, compositeur
- André Hornez, parolier
- Marc Lanjean, compositeur et parolier
- Jacques Hélian, saxophoniste dans les Collégiens, il forme un orchestre parallèle dès la Libération.
- André Dassary, chanteur
- Henri Salvador, membre des Collégiens vers 1950
- Sacha Distel, neveu de Ray Ventura
- Le Grand Orchestre du Splendid, ayant repris son répertoire vers 1977,
- Caravelli, grand orchestre d'ambiance promu par Ray Ventura.